# Sérgio Xavier
Sérgio Luis de Carvalho Xavier (Paulo Afonso, 2 de outubro de 1962) é um jornalista, ecologista e empreendedor brasileiro. É ex-Secretário de Meio Ambiente e Sustentabilidade do estado de Pernambuco e atual coordenador do Fórum de Mudança do Clima.
Formado em Jornalismo pela Universidade Católica de Pernambuco (1994), Foi Secretário de Meio Ambiente e Sustentabilidade de Pernambuco (2011–2017) durante as gestões de Eduardo Campos e Paulo Câmara. É um dos fundadores do Partido Verde em Pernambuco. Ocupou cargos executivos nacionais no Ministério da Cultura e no Serviço Brasileiro de Apoio às Micro e Pequenas Empresas (Sebrae), além de ter atuado na Companhia Hidro Elétrica do São Francisco (Chesf), na Superintendência de Desenvolvimento do Nordeste (Sudene) e no Terceiro Setor, formulando e dirigindo projetos socioambientais e culturais, como o Instituto InterCidadania.

## Carreira profissional

### Governo de Pernambuco

#### Secretaria de Meio Ambiente e Sustentabilidade
Coordenou o primeiro Plano Estadual de Mudanças Climáticas, gerenciou projetos de regeneração de praias da Região Metropolitana de Recife; criou a primeira Área de Proteção Ambiental Marinha do estado; e multiplicou por 15 as áreas de Proteção Integral da Mata Atlântica e da Caatinga. Entre outras inovações, implantou Módulos Comunitários de Economia Sustentável em 13 
municípios do Sertão, criando inédito modelo de geração de emprego e renda associado à proteção da biodiversidade; lançou o Programa Noronha Carbono Neutro e articulou o primeiro sistema de compartilhamento de veículos elétricos do Brasil, com o Porto Digital. Em 2016, foi convidado pelo governo dos Estados Unidos a integrar o International Visitor Leadership Program, com foco em 
Gestão de Recursos Hídricos. Integrou Conselhos de Administração de empresas de energia (Copergas) e 
saneamento (Compesa). Ocupou cargos gerenciais na CHESF, SUDENE e SEBRAE.

#### Ministério da Cultura
Também atuou no Ministério da Cultura (2003-2006), na gestão de Gilberto Gil, como Chefe de 
Gabinete do Ministro e Secretário Nacional de Fomento e Incentivo à Cultura. 

#### Centro Brasil no Clima
No Centro Brasil no Clima – CBC, articulou o movimento Governadores Pelo Clima, que visa acelerar a implementação do Acordo de Paris nos estados; articulou a criação de Fóruns Estaduais de Mudanças Climáticas; coordenou iniciativas em defesa de energias renováveis, regeneração de Biomas e revitalização do Rio São Francisco – Projeto HidroSinergia ; formulou um inédito modelo de Cooperativas de Crédito de Carbono Integral ; e realizou encontros e atividades internacionais. 
Além da experiência em gestão pública e no terceiro setor, também tem longa atuação na política. Participou das fundações e integrou as direções nacionais do Partido Verde (PV) e da Rede Sustentabilidade. Atualmente está afastado de atividades partidárias. 